# Jorge Luis Moreno (actor mexicano)
Jorge Luis Moreno Abril (Hermosillo, Sonora; 19 de diciembre de 1981) es un actor mexicano de cine, teatro y televisión.

## Biografía
Jorge Luis Moreno estudió la carrera de actuación en el Centro de Formación de Actores para la Televisión (CEFAC), de TV Azteca, iniciando su carrera en el reality show Estrellas de novela, concurso donde fue finalista, posteriormente participó en el unitario La vida es una canción, en 2004.
Desde entonces ha colaborado en películas como Cuatro lunas de Sergio Tovar Velarde, Niñas mal, junto a Martha Higareda, Déficit, dirigida por Gael García Bernal, Contratiempo de Ramiro Medina Flores, junto a Michel Brown, Ella y el candidato, de Roberto Girault, Me late chocolate, junto a Karla Souza y Osvaldo Benavides, el drama Cinco de mayo: La batalla, Cygnus, de Hugo Félix Mercado, entre otras.
En cuanto a televisión formó parte del elenco de Los Minondo y Las Aparicio, ambas de 2010, así como Niñas mal, para MTV.
En teatro ha desempeñado con la obra Una larga cena de Navidad, bajo la dirección de Otto Minera, así como El laberinto, La mujer no hace milagros, Tertulias teatrales, Miss Consuelo y Deshonra.
Su participación en El señor de los cielos le dio popularidad, personaje que interpretó desde 2015 hasta 2017.
En 2018, protagoniza la telenovela Mi familia perfecta, junto a Sabrina Seara y Gala Montes, sus compañeras de El señor de los cielos.

## Filmografía
| Año       | Título                           | Personaje                            |
| --------- | -------------------------------- | ------------------------------------ |
| 2025      | Chespirito: Sin querer queriendo | Horacio Gómez Bolaños                |
| 2025      | La jefa                          | Nacho Villarreal                     |
| 2023      | Pacto de silencio                | Manuel Torres                        |
| 2021      | Buscando a Frida                 | Ángel Olvera                         |
| 2019      | El Barón                         | Joe Fernández                        |
| 2018      | Mi familia perfecta              | José María Guerrero Solís "El Patas" |
| 2016      | El Chema                         | Víctor Casillas Jr. "El Chacortita"  |
| 2015-2017 | El señor de los cielos           | Víctor Casillas Jr. "El Chacortita"  |
| 2013      | Niñas mal                        | Moisés "Moi" Agami                   |
| 2010      | Los Minondo                      | Pedro                                |
| 2010      | Las Aparicio                     | Bruno                                |
| 2004      | La vida es una canción           |                                      |
| 2003      | Estrellas de novela              | Participante; finalista              |

| Año  | Título                    | Personaje               |
| ---- | ------------------------- | ----------------------- |
| 2020 | Tulipán                   | Juan                    |
| 2018 | Motel Acqua               | Muzquiz                 |
| 2017 | Cygnus                    | Fabián Ocampo           |
| 2017 | Desde el más allá         | Carlos                  |
| 2017 | El silencio es bienvenido | Joel                    |
| 2016 | Nocturno                  | Jorge Armando Lafayette |
| 2015 | Ladronas del alma         | Artemio                 |
| 2014 | Cuatro lunas              | Enrique                 |
| 2014 | Bestia de cardo           | Hermes                  |
| 2013 | Me late chocolate         | Xavi                    |
| 2013 | Cinco de mayo: La batalla | Sargento Vaché          |
| 2012 | Mariachi gringo           | Rough Youngster         |
| 2012 | Cristiada                 | Pablo                   |
| 2011 | Contratiempo              | Carlos                  |
| 2011 | Ella y el candidato       | Iñigo                   |
| 2009 | El estudiante             | Marcelo                 |
| 2007 | Niñas mal                 | Ángel                   |
| 2007 | Déficit                   | Charlie                 |

| Título                    |
| ------------------------- |
| Deshonra                  |
| Una larga cena de Navidad |
| El laberinto              |
| La mujer no hace milagros |
| Tertulias teatrales       |
| Miss Consuelo             |

Como escritor y director
| Año  | Título           |
| ---- | ---------------- |
| 2008 | Un pequeño error |